# Ретроградно движение
Ретроградно движение е движение в посока, обратна на посоката на друго движение. Това движение най-вече се отнася за орбита на тяло около друго тяло или въртене на тяло около собствената му ос.
В звездни или планетарни системи ретроградното движение се определя най-често спрямо централния за системата обект: звезда или планета.